# Marokko-Congo-traktaten
Marokko-Congo-traktaten var en aftale der blev underskrevet den 4. november 1911 i Berlin mellem Frankrig og Tyskland der anerkendte fransk dominans over Marokko. Denne begivenhed afsluttede Agadirkrisen. I traktaten afstod Frankrig dele af Fransk Congo og Fransk Ækvator ialafrika til Tyskland, omfattende Neukamerun (en).